# Estação Nueva Numancia
Nueva Numancia é uma estação da Linha 1 do Metro de Madrid.

## História
A estação entrou em operação em 2 de julho de 1962.